# Bākhleh
Bākhleh (persiska: باخلِه, باخله) är en ort i Iran.   Den ligger i provinsen Kurdistan, i den nordvästra delen av landet, 400 km väster om huvudstaden Teheran. Bākhleh ligger 1 592 meter över havet och antalet invånare är 155.
Terrängen runt Bākhleh är huvudsakligen kuperad, men åt sydväst är den platt. Runt Bākhleh är det ganska tätbefolkat, med 185 invånare per kvadratkilometer. Närmaste större samhälle är Kāmyārān, 5,5 km söder om Bākhleh. Trakten runt Bākhleh består till största delen av jordbruksmark.